# Datsun
A Datsun foi uma tradicional fabricante japonesa de automóveis populares, a marca Datsun surgiu em 1933 a partir do modelo Datsun, lançado em 1931 e fabricado pela Tobata Casting, empresa então controladora da Nissan, teve suas atividades comerciais absorvidas pela fabricante Nissan em 1933. A Datsun foi retirada do mercado em 1983 e novamente em 2022.
Em 2013, foi anunciado o retorno da marca, comercializando a partir de 2014 versões mais baratas e simples dos automóveis Nissan, destinados a mercados emergentes.
Em 2022, anunciou que a marca seria novamente descontinuada, mas poderia ressurgir como fabricante de veículos elétricos acessíveis.

## Veículos

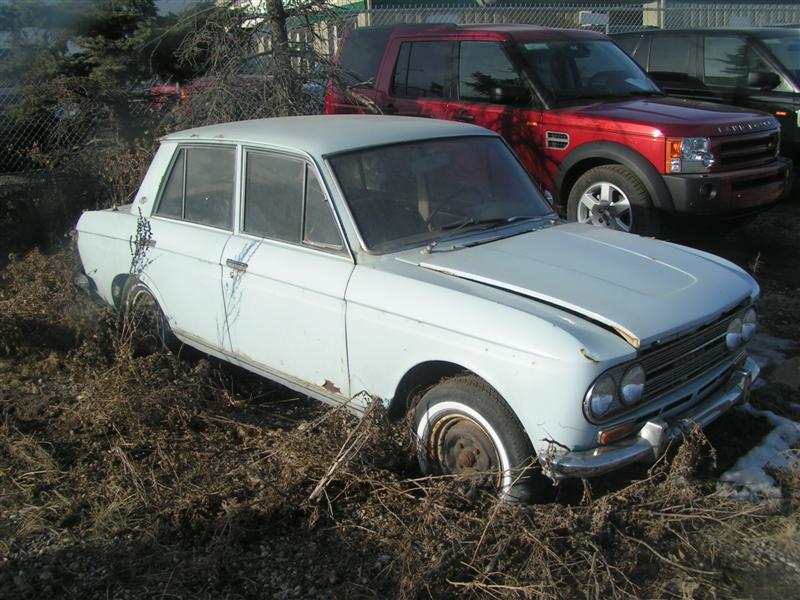
Datsun Bluebird SSS R411.

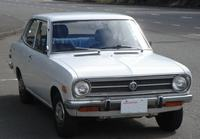
1972 Datsun 1200 Deluxe, B110 series.

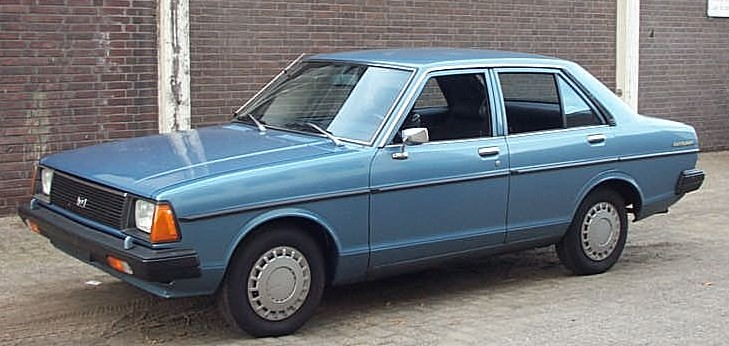
1980 Nissan-Datsun Sunny/140Y

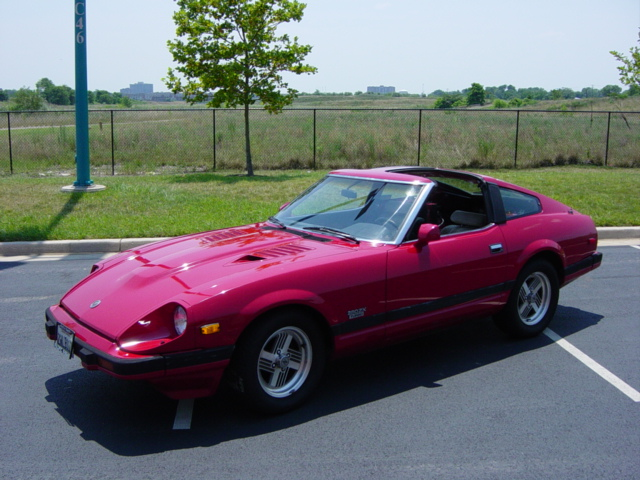
1982 Datsun 280ZX Turbo

1935
- 1935 Datsun 14 Roadster
- 1935 Datsun 14 Sedan

1936
- 1936 Datsun 15 Phaeton
- 1936 Datsun 15 Roadster

1952
- 1952 Datsun Sports

1953
- 1953 Datsun Deluxe Sedan

1958
- 1958 Datsun 1000 Model 211

1963
- 1963 Datsun Bluebird Sedan

1965
- 1965 Datsun 1500 SPL310
- 1965 Datsun Fairlady 1600

1966
- 1966 Datsun Fairlady 1600
- 1966 Datsun Bluebird 1300SS
- 1966 Datsun Bluebird 1300SS

1967
- 1967 Datsun Bluebird 1300 Estate
- 1967 Datsun Bluebird Estate

1968
- 1968 Datsun PL510
- 1968 Datsun 1800

1969
- 1969 Datsun 2000
- 1969 Datsun 240Z-G
- 1969 Datsun 240Z
- 1969 Datsun Z 432 Sports

1970
- 1970 Datsun 240Z
- 1970 Datsun 510
- 1970 Datsun 100A Cherry
- 1970 Datsun 100A Cherry Coupé
- 1970 Datsun 100A Cherry Estate
- 1970 Datsun 1200

1971
- 1971 Datsun 240Z
- 1971 Datsun BRE 510

1972
- 1972 Datsun 240Z
- 1972 Datsun 510

1973
- 1973 Datsun 240Z
- 1973 Datsun 510
- 1973 Datsun 260Z
- 1973 Datsun 260Z 2+2
- 1973 Datsun Laurel 200L Coupé

1974
- 1974 Datsun 260Z
- 1974 Datsun 120A Coupé
- 1974 Datsun 120Y
- 1974 Datsun 120Y Estate
- 1974 Datsun Violet 140J Mk I

1976
- 1976 Datsun 100A Cherry
- 1976 Datsun Bluebird 180B
- 1976 Datsun Violet 140J
- 1976 Datsun Violet 160J
- 1976 Datsun Violet 160J SSS Coupé

1977
- 1977 Datsun 280Z
- 1977 Datsun 280C
- 1977 Datsun Laurel Six
- 1977 Datsun B210

1978
- 1978 Datsun 280ZX
- 1978 Datsun Scarab Z
- 1978 Datsun Skyline GC210

1979
- 1979 Datsun 280 ZX
- 1979 Datsun 280 ZX 2-Seater
- 1979 Datsun Laurel 2.4
- 1979 Datsun Laurel 2.4 Automatic
- 1979 Datsun Skyline 2.4 Coupé
- 1979 Datsun Skyline GC210

1980
- 1980 Datsun 280C Estate
- 1980 Datsun Pulsar 1400
- 1980 Datsun Skyline GC210

1981
- 1981 Datsun 280 ZX Turbo
- 1981 Datsun Skyline GC210

1983
- 1983 Datsun 280ZX Turbo